# Biblisheim
Biblisheim is een gemeente in het Franse departement Bas-Rhin (regio Grand Est) en telt 372 inwoners (1999).

## Geschiedenis
Biblisheim maakte deel uit van het arrondissement Wissembourg tot dit op 1 januari 2015 fuseerde met het arrondissement Haguenau tot het huidige arrondissement Haguenau-Wissembourg. Op 22 maart van datzelfde jaar ging ook het kanton Wœrth, waar de gemeente onder viel, op in het op die dag gevormde kanton Reichshoffen.

## Geografie
De oppervlakte van Biblisheim bedraagt 2,2 km², de bevolkingsdichtheid is 169,1 inwoners per km².
De onderstaande kaart toont de ligging van Biblisheim met de belangrijkste infrastructuur en aangrenzende gemeenten.

## Demografie
Onderstaande figuur toont het verloop van het inwonertal (bron: INSEE-tellingen).